# Asger Ladefoged
Asger Ladefoged (født 1987 i København) er en dansk fotojournalist. Han er blevet hædret med den internationale Visa d’or Daily Press Award og tildelt ni priser ved det danske Årets Pressefoto, blandt andet hovedpriserne Årets Pressefotograf to gange og Årets Pressefoto tre gange.

## Karriere
I 2014 blev Asger Ladefoged uddannet i fotojournalistisk fra Danmarks Medie- og Journalisthøjskole og San Francisco State University. Han har været tilknyttet Berlingske Tidende siden 2012, og har blandt andet dækket krigen i Ukraine, Tour de France og udråbelsen af Kong Frederik X. Han er kendt for fotoprojektet Dødvande med Mathias Svold, der dokumenterede iltsvind i de danske farvande. Hans arbejde har været udstillet på Den Sorte Diamant og Danmarks Fotomuseum. Han har modtaget flere priser for hans arbejde i Danmark og internationalt.

## Priser

### 2025
- Året indenlandsreportage, med Mathias Svold/Berlingske[11]

### 2024
- ‘Dødvande’, Kristian Dahls Mindelegat, med Mathias Svold [12]

### 2023
- ‘Dødvande’, Årets Reportage, Danmarks - JFM’s Pris[13][14]
- ‘Tour de France’, Året Sportsbillede, Serie, Ritzau Scanpix’ Pris[15]
- ‘Dødvande’, Kristian Dahls Mindelegat[16]

### 2022
- ‘Ukraine 2022’, Årets Nyhedsbillede, Dansk Journalistforbund.[17][18]

### 2021
- ‘Protester i Hviderusland’, Visa d’or Daily Press Award.[19][20]

### 2020
- ‘Protester i Hviderusland’, Årets Pressefoto, Dansk Journalistforbund.[21]
- Årets Portræt Serie, Dansk Journalistforbund.[21]

### 2019
- Årets Pressefotograf, Dansk Journalistforbund.[22]
- ‘Portfolio med billeder fra Hong Kong, Sahara, Iran, Tyrkiet og København’, Årets Pressefoto, Dansk Journalistforbund.[23]

### 2017
- Årets Pressefoto, Dansk Journalistforbund.[24]
- Årets Pressefotograf, Dansk Journalistforbund.[25][26]